# Aliança Democràtica (Guinea Bissau)
L'Aliança Democràtica (portuguès: Aliança Democrática, AD) va ser una aliança política a Guinea Bissau.

## Història
L'aliança va ser establerta el 1999 i va ser dirigida inicialment per Jorge Mandinga. Inicialment va aplegar al Partit de Convergència Democràtica dirigit per Víctor Mandinga (germà de Jorge) i el Front Democràtic. Va obtenir tres escons a les eleccions parlamentàries de 1999.
L'Aliança va ser part de l'aliança més àmplia Plataforma Unida a les  eleccions legislatives de 2004, però no va poder obtenir escó. No obstant això, va obtenir un escó al eleccions parlamentàries de 2008. Va presentar Vicente Fernandes com a candidat a les eleccions presidencials de 2012. Fernandes va acabar sisè amb l'1.4% del vot.